# Sugar Notch
Sugar Notch est un borough situé au centre du comté de Luzerne, en Pennsylvanie, aux États-Unis,. En 2010, il comptait une population de 989 habitants, estimée au 1er juillet 2020 à 953 habitants. Le borough est incorporé le 3 avril 1867.

## Démographie
Lors du recensement de 2010, le borough comptait une population de 989 habitants. Elle est estimée, en 2020, à 953 habitants.

### Source de la traduction
- (en) Cet article est partiellement ou en totalité issu de l’article de Wikipédia en anglais intitulé « Sugar Notch, Pennsylvania » (voir la liste des auteurs).